# یو اینواوئه
یو اینواوئه (انگلیسی: Yō Inoue؛ ۴ دسامبر ۱۹۴۶ – ۲۸ فوریهٔ ۲۰۰۳) صداپیشگی در ژاپن، وخشور، و رقصنده اهل ژاپن بود.